# Dendrobium ceratostyloides
Dendrobium ceratostyloides är en orkidéart som beskrevs av Johannes Jacobus Smith. Dendrobium ceratostyloides ingår i släktet Dendrobium, och familjen orkidéer. Inga underarter finns listade i Catalogue of Life.